# Chlosyne sterope
Chlosyne sterope är en fjärilsart som beskrevs av Edwards 1871. Chlosyne sterope ingår i släktet Chlosyne och familjen praktfjärilar. Inga underarter finns listade i Catalogue of Life.